# لايتونفيل (كاليفورنيا)
لايتونفيل (بالإنجليزية: Laytonville CDP, California)‏ هي منطقة سكنية تقع بولاية كاليفورنيا في الولايات المتحدة. تبلغ مساحتها 14.072 كم2، وترتفع عن سطح البحر 509 م، بلغ عدد سكانها 1,227 نسمة في عام 2010 حسب إحصاء مكتب تعداد الولايات المتحدة وتصل الكثافة السكانية فيها 87.2 نسمة لكل كيلومتر مربع (225.8/ميل2).

## التركيبة السكانية
حدّد مكتب تعداد الولايات المتحدة بيانات التركيبة السكانية للايتونفيل في تعداد الولايات المتحدة. في ما يلي، التركيبة السكانية حسب تعدادي 2000 و2010.

### تعداد عام 2000
بلغ عدد سكان لايتونفيل 1,301 نسمة بحسب تعداد عام 2000، وبلغ عدد الأسر 496 أسرة وعدد العائلات 344 عائلة مقيمة في المنطقة السكنية. في حين سجلت الكثافة السكانية 92.5 نسمة لكل كيلومتر مربع (239.6/ميل2). وبلغ عدد الوحدات السكنية 546 وحدة بمتوسط كثافة قدره 38.8 لكل كيلومتر مربع (100.5/ميل2).
وتوزع التركيب العرقي للمنطقة السكنية بنسبة 75.17% من البيض و0.23% من الأمريكيين الأفارقة و15.37% من الأمريكيين الأصليين و0.69% من الأمريكيين ذوي الأصول الآسيوية و0.77% من سكان جزر المحيط الهادئ و2.23% من الأعراق الأخرى و5.53% من عرقين مختلطين أو أكثر و8.30% من الهسبانيون أو اللاتينيون من أي عرق.
بلغ عدد الأسر 496 أسرة كانت نسبة 37.7% منها لديها أطفال تحت سن الثامنة عشر تعيش معهم، وبلغت نسبة الأزواج القاطنين مع بعضهم البعض 46.2% من أصل المجموع الكلي للأسر، ونسبة 15.1% من الأسر كان لديها معيلات من الإناث دون وجود شريك، بينما كانت نسبة 8.1% من الأسر لديها معيلون من الذكور دون وجود شريكة وكانت نسبة 30.6% من غير العائلات. تألفت نسبة 23.4% من أصل جميع الأسر من عدة أفراد يعيشون في نفس المنزل ونسبة 8.7% كانت تتألف من شخص يعيش بمفرده يبلغ من العمر 65 عاماً أو أكثر. وبلغ متوسط حجم الأسرة المعيشية 2.62، أما متوسط حجم العائلات فبلغ 3.03.
بلغ العمر الوسطي للسكان 37.6 عاماً. وكانت نسبة 25.7% من القاطنين تحت سن الثامنة عشر، وكانت نسبة 9.6% بين الثامنة عشر والرابعة والعشرين عاماً، ونسبة 26.7% كانت واقعةً في الفئة العمرية ما بين الخامسة والعشرين والرابعة والأربعين عاماً، ونسبة 25.8% كانت ما بين الخامسة والأربعين والرابعة والستين، ونسبة 12.1% كانت ضمن فئة الخامسة والستين عاماً فما فوق. يوجد لكل 100 أنثى 101.1 ذكر، ويوجد لكل 100 أنثى في الثامنة عشر من عمرها فما فوق 100.8 ذكر.
بلغ متوسط دخل الأسرة في المنطقة السكنية 34,432 دولارًا، أما متوسط دخل العائلة فبلغ 38,080 دولارًا. وكان متوسط دخل الذكور 33,269 دولارًا مقابل 21,563 دولارًا للإناث. وسجل دخل الفرد الخاص بالمنطقة السكنية 19,367 دولارًا. وكانت نسبة 19% من العائلات ونسبة 21.9% من السكان تحت خط الفقر، وكان من هؤلاء نسبة 29.8% تحت سن الثامنة عشر ونسبة 11% في الخامسة والستين من العمر وما فوق.

### تعداد عام 2010
بلغ عدد سكان لايتونفيل 1,227 نسمة بحسب تعداد عام 2010، وبلغ عدد الأسر 493 أسرة وعدد العائلات 296 عائلة مقيمة في المنطقة السكنية. في حين سجلت الكثافة السكانية 87.2 نسمة لكل كيلومتر مربع (225.8/ميل2). وبلغ عدد الوحدات السكنية 562 وحدة بمتوسط كثافة قدره 39.9 لكل كيلومتر مربع (103.3/ميل2).
وتوزع التركيب العرقي للمنطقة السكنية بنسبة 68.38% من البيض و1.30% من الأمريكيين الأفارقة و19.89% من الأمريكيين الأصليين و0.81% من الأمريكيين ذوي الأصول الآسيوية و0.08% من سكان جزر المحيط الهادئ و4.89% من الأعراق الأخرى و4.65% من عرقين مختلطين أو أكثر و11.49% من الهسبانيون أو اللاتينيون من أي عرق.
بلغ عدد الأسر 493 أسرة كانت نسبة 33.1% منها لديها أطفال تحت سن الثامنة عشر تعيش معهم، وبلغت نسبة الأزواج القاطنين مع بعضهم البعض 33.7% من أصل المجموع الكلي للأسر، ونسبة 16.6% من الأسر كان لديها معيلات من الإناث دون وجود شريك، بينما كانت نسبة 9.7% من الأسر لديها معيلون من الذكور دون وجود شريكة وكانت نسبة 40% من غير العائلات. تألفت نسبة 29.6% من أصل جميع الأسر من عدة أفراد يعيشون في نفس المنزل ونسبة 7.5% كانت تتألف من شخص يعيش بمفرده يبلغ من العمر 65 عاماً أو أكثر. وبلغ متوسط حجم الأسرة المعيشية 2.49، أما متوسط حجم العائلات فبلغ 3.04.
بلغ العمر الوسطي للسكان 40.0 عاماً. وكانت نسبة 22.1% من القاطنين تحت سن الثامنة عشر، وكانت نسبة 7.8% بين الثامنة عشر والرابعة والعشرين عاماً، ونسبة 26.6% كانت واقعةً في الفئة العمرية ما بين الخامسة والعشرين والرابعة والأربعين عاماً، ونسبة 31.3% كانت ما بين الخامسة والأربعين والرابعة والستين، ونسبة 12.2% كانت ضمن فئة الخامسة والستين عاماً فما فوق. وتوزع التركيب الجنسي للسكان بنسبة 52% ذكور و48% إناث.